# Materialists
Materialists; conocida como Materialistas en España y Amores Materialistas en Hispanoamérica, es una película de comedia romántica estadounidense de 2025 escrita y dirigida por Celine Song. La película está protagonizada por Dakota Johnson, Chris Evans y Pedro Pascal, y sigue un triángulo amoroso ambientado en el contexto de la cultura de citas impulsada por el lujo de la ciudad de Nueva York.
El proyecto marca el segundo largometraje de Song después de Vidas pasadas (2023) y continúa su exploración de la intimidad, la identidad y las relaciones modernas. Producida por Killer Films y 2AM, la película fue distribuida en Estados Unidos por A24 el 13 de junio de 2025. Sony Pictures Releasing International se encargó de la distribución global de la película. Recibió reseñas positivas de los críticos.

## Argumento
Lucy Mason (Dakota Johnson), es una actriz fracasada que trabaja como una casamentera de éxito, en una agencia matrimonial de Nueva York, llamada Adore. Siendo una "eterna soltera" célibe voluntaria, afirma que morirá sola o se casará con alguien adinerado. A pesar de su éxito profesional, Lucy se frustra con los estándares cada vez más irrealistas de sus clientes. Su clienta de toda la vida, Sophie (Zoë Winters), lucha por rebajar sus expectativas y conformarse, mientras Lucy la consuela por su reciente rechazo.
Lucy asiste a la boda de una antigua clienta, en la recepción, Lucy es abordada por el financiero Harry Castillo (Pedro Pascal), hermano del novio, quien escucha por casualidad la presentación de Lucy a otras solteras en la fiesta. Él muestra interés en ella, pero ella lo rechaza, sugiriendo que se haga cliente de Adore. En la misma, se encuentra inesperadamente con su exnovio John Finch (Chris Evans), quien trabaja como camarero en la boda y sigue dedicándose a la actuación. Recuerdan su relación pasada, que terminó debido a dificultades económicas mutuas.
Harry insiste en cortejar a Lucy, llevándola a restaurantes de lujo. Al principio, ella duda de su interés, creyendo que podría encontrar una pareja mejor, pero él le asegura que su interés es genuino. Su relación pronto se oficializa, y el renovado optimismo de Lucy se traslada a su vida laboral; Mark, el último novio de Sophie, le dice a Lucy que disfrutó de la cita con Sophie y que quiere volver a verla.
La confianza de Lucy se tambalea cuando su jefa, Violet, le informa que Sophie está demandando a Adore porque Mark la agredió después de la cita. Tras esto Lucy, comienza a frustrarse con su vida laboral y sus estándares éticos se empiezan a tambalear. Por ello, se toma cuatro semanas libres para despejar la mente y le indica que no contacte a Sophie debido a la demanda.
A pesar de la advertencia de Violet, Lucy busca a Sophie y se disculpa personalmente. Sophie rechaza la disculpa con enojo, llamándola "proxeneta" que buscaba venderle un cliente problemático a cualquier hombre, sin importar las consecuencias. Se marcha furiosa, aumentando aún más la culpa de Lucy.
Preparándose para viajar a Islandia con Harry, Lucy encuentra un anillo de compromiso en su equipaje. Más tarde esa noche, descubre que se había sometido a una cirugía de alargamiento tibial de 200.000 dólares para aumentar su estatura. Convencido de que la cirugía cambió su vida para mejor, él le pregunta si cambia sus sentimientos por él. Aunque no es así, Lucy se da cuenta de que ambos buscan la relación simplemente porque cumplen con lo que buscan en una pareja, pero no están realmente enamorados. Por ello rompen amistosamente. 
Como Lucy había subarrendado su apartamento debido al viaje, visita a John, quien le sugiere viajar al norte del estado con el dinero que ganó con su obra. En una boda, se cuelan juntos y ella lo besa. Cuando John le pregunta si volverán, Lucy expresa incertidumbre, citando sus valores contradictorios. John confiesa que siempre la ha amado e imagina un futuro juntos a pesar de su inseguridad por no poder brindarle la relación que ella deseaba, mientras que Lucy admite que su insatisfacción con la situación financiera de John eclipsó su amor cuando estaban juntos y asume que John la odia, a lo que él se niega.
Lucy recibe una llamada de pánico de Sophie; Mark está afuera de su apartamento y la policía se niega a intervenir, ya que no ha entrado. Lucy y John regresan corriendo a la ciudad, encontrando que Mark ya se había ido. Tras el colapso de Sophie y abordar su miedo a morir sola, Lucy la ayuda a recuperar la confianza y solicita una orden de alejamiento contra Mark. Ambos se reconcilian. Antes de partir, John le hace un emotivo llamado a Lucy para que reavive su relación, prometiéndole recordarse a sí mismo cada día que la ama y esforzarse más por apoyarla. A pesar de que Lucy afirma que puede valerse por sí misma, ella accede y lo besa.

## Reparto
- Dakota Johnson como Lucy Mason
- Chris Evans como John Finch
- Pedro Pascal como Harry Castillo
- Marin Ireland como Violet
- Zoë Winters como  Sophie
- Dasha Nekrasova como Daisy
- Louisa Jacobson como Charlotte
- Sawyer Spielberg como Mason
- Eddie Cahill como Robert
- Joseph Lee como Trevor
- John Magaro como Mark P.

## Producción

### Desarrollo
Fue anunciada a principios de febrero de 2024, por los productores Christine Vachon y Pamela Koffler de la productora Killer Films y por David Hinojosa de 2AM Films. En el mismo anuncio, también se reveló al reparto protagonista conformado por Johnson, Evans y Pascal. Dos semanas más tarde, se anunció que Sony Pictures había adquirido los derechos de distribución para los mercados interancionales de China, Rusia y Japón.
La fotografía principal comenzó el 29 de abril de 2024, en Nueva York y terminó el 6 de junio. En mayo de 2024, se confirmó el resto del elenco, uniéndose los actores: Zoë Winters, Dasha Nekrasova, Louisa Jacobson y Marin Ireland. Shabier Kirchner se confirmó como editora de la película, habiendo ya trabajado junto a Song en su debut como directora en Past Lives (2023).

### Música
En marzo de 2025, se anunció que Daniel Pemberton compondría la banda sonora de "Materialists". Japanese Breakfast escribió la canción "My Baby (Got Nothing At All)" para la película, que se lanzó como sencillo el 9 de junio. Baby Rose también trabajó en dos canciones: "I'll Be Your Mirror" y "That's All", que también se lanzaron como sencillos el 13 de junio. La banda sonora se lanzó a través de A24 Music el 13 de junio, el mismo día que la película. La banda sonora original fue lanzada a través de Milan Records el 13 de junio de 2025.
| Lista de canciones recogidas en Materialists (Soundtrack) |                                 |          |  |
| N.º                                                       | Título                          | Duración |  |
| 1.                                                        | «A Rich Husband»                | 2:10     |  |
| 2.                                                        | «Materialists»                  | 2:35     |  |
| 3.                                                        | «The Non-Negotiables»           | 2:25     |  |
| 4.                                                        | «The Places You Take Me To»     | 2:30     |  |
| 5.                                                        | «A Catch»                       | 2:24     |  |
| 6.                                                        | «This Is Dating»                | 1:34     |  |
| 7.                                                        | «Smoke Break»                   | 2:55     |  |
| 8.                                                        | «Sophie»                        | 1:36     |  |
| 9.                                                        | «Unicorn»                       | 1:51     |  |
| 10.                                                       | «Adore Matchmaking»             | 2:54     |  |
| 11.                                                       | «Why Does Anybody Get Married?» | 4:06     |  |
| 12.                                                       | «Sophie II»                     | 1:28     |  |
| 13.                                                       | «Deal»                          | 3:24     |  |
| 14.                                                       | «My Baby (Got Nothing At All)»  | 4:02     |  |
| 15.                                                       | «I'll Be Your Mirror»           | 2:39     |  |
| 16.                                                       | «That's All»                    | 3:27     |  |

## Estreno
Materialists se estrenó en cines en Estados Unidos por A24 el 13 de junio de 2025; y por Sony Pictures Releasing el 31 de julio en todo el mundo.